# 金一龍
金 一龍（キム・イリョン、朝鮮語: 김일용、1900年3月10日 - 没年不詳）は、日本統治時代の朝鮮および大韓民国の法曹、弁護士。春川地方法院長（代不明）。
キム・イルリョン（김일룡/漢字同）という表記も見られる。本籍は平安南道順川郡新倉面。

## 経歴
平安南道順川郡出身。この間の詳細は不明。1945年から1949年まで春川地方法院長を務めた。朝鮮戦争の際南春川駅付近で拉致されたと見られる。その後平壌に連れられたとされるが、以後消息不明。